# Махендраварман (Ченла)
Шрі Махендраварман (кхмер. វ្រះកម្រតេង៑អញ៑ឝ្រីមហេន្ទ្រវម៌្; д/н — 610/616) — 1-й притхівіпаті Ченла близько 590/600—610/616 роках.

## Життєпис
Ймовірно належав до молодшої гілки династії Каундіньї II, що панувала в Фунані. Втім згідно китайських джерел належав до роду Ца. Син раджи Віравармана, якого низка дослідників розглядають як сина шримари Рудравармана I. При народжені отримав ім'я Чидрасена (в китайському варіанті відомий як Чидосина або Чжидоусина).
Між 590 і600 роками спадкував трон Ченли після смерті старшого брата Бхававармана I. Прийняв ім'я Махендраварман. На той час Ченла вже здобула незалежність від держави Фунань. Продовжив з більшою потугою війни проти останньої, зумівши завдати поразки шримарі Мхентерактварману I. До кінця панування Махендравармана Фунань визнала зверхність Ченли. На честь свого нового статусу прийняв титул шрі.
За цим здійснив низку військових кампаній, підкоривши вождіства на території сучасного регіону Кхом Каєн (в центральному Таїланді). Активно поширював та підтримував шиваїзм, переслідуючи прихильників буддизму, за що від китайських сановників отримав прізвисько Злий правитель.
Помер Махендраварман за різними відомостями 610, 611 або 616 року. Йому спадкував син Ішанаварман I.